# Quexemia de Mágada
Quexemia (Kśemya) foi um rei semilendário da dinastia de Briadrata que governou sobre Mágada em sucessão de Suchi, seu pai. Reinou entre 1 017 e 995 a.C., segundo algumas reconstituições. Foi sucedido por seu filho Suvrata.